# Hipotragins
Els hipotragins (Hippotraginae) són una subfamília d'antílops de la família dels bòvids, que també inclou les ovelles, les cabres i les vaques.
- Subfamília Hippotraginae
  - Gènere Hippotragus
    - Antílop equí, Hippotragus equinus
    - Antílop sabre, Hippotragus niger
      - Antílop sabre gegant Hippotragus niger variani

    - Antílop blau, Hippotragus leucophaeus (extint)

  - Gènere Oryx
    - Beisa, Oryx beisa
    - Òrix blanc, Oryx dammah
    - Òrix del Cap, Oryx gazella
    - Òrix d'Aràbia, Oryx leucoryx

  - Gènere Addax
    - Addax, Addax nasomaculatus